# 재즈 오케스트라를 위한 모음곡 2번
《재즈 오케스트라를 위한 모음곡 2번》(Suite for Jazz Orchestra No. 2)은 새로 창단된 국립 재즈 관현악단(빅토르 크루셰비치키 지휘)을 위해 드미트리 쇼스타코비치가 1938년에 작곡한 작품이다.
제2차 세계 대전 도중에 분실되었으나 2000년에 제라드 맥버니에 의해 피아노 악보가 발견되어, 모음곡 가운데 세 악장이 복원(및 편곡)되었으며 런던 유보 음악회에서 초연되었다.
복원된 모음곡은 다음과 같이 세 악장으로 구성되어 있다.
1. Scherzo
2. Lullaby
3. Serenade

최근까지도 쇼스타코비치의 다른 작품인 《버라이어티 스테이지 오케스트라를 위한 모음곡 1번》이 《재즈 모음곡 2번》으로 잘못 알려져 왔다.